# Prise d'otages de Beslan
La prise d'otages de Beslan commence le 1er septembre 2004 lorsque des terroristes séparatistes tchétchènes armés prennent en otage environ un millier d'enfants et d'adultes dans l'école numéro 1 de Beslan en Ossétie du Nord (fédération de Russie) dans le cadre de la seconde guerre de Tchétchénie.
Le 3 septembre 2004 après trois jours de siège, une explosion dans l'école — dont l'origine reste encore non élucidée — provoque un mouvement de panique des enfants, sur lesquels les preneurs d'otage tirent, et une intervention des forces spéciales russes, jugée par certains plutôt chaotique. En avril 2017, la Cour européenne des droits de l'homme condamne la Russie presque 13 ans après pour ne pas avoir pris les mesures nécessaires pour éviter le massacre en soulignant que « l'intervention des forces russes a contribué à causer des victimes parmi les otages ».
Selon le bilan officiel, il y a eu 334 civils tués, dont 186 enfants.

## Contexte
- Le 6 février 2004, Moscou : un kamikaze a tué 41 personnes près de la station de métro Avtozavodskaya sur la ligne Zamoskvoretskaya à Moscou. Jusqu'à 250 personnes ont été blessées dans l'incident[5].
- 9 mai 2004, Tchétchénie : le président tchétchène Akhmad Kadyrov, père de Ramzan Kadyrov, est assassiné lors de l'explosion d'une bombe, alors qu'il assistait de sa tribune officielle à la parade militaire commémorant à Grozny la victoire de la Seconde Guerre mondiale[6].
- 21 et 22 juin 2004, Ingouchie : une vague d'attentats terroristes à Nazran, capitale d'Ingouchie, fait 95 morts[7].
- 24 août 2004, Russie : la destruction en vol par des actions-suicides terroristes de deux avions de ligne Tu-154 et Tu-134, au-dessus de Toula et de Rostov-sur-le-Don, fait 90 morts[8].
- 24 août 2004, Russie : un attentat à la bombe à un arrêt de bus sur la Kachirskoïe Chosse à Moscou fait quatre blessés[9].
- 31 août 2004 : attentat-suicide commis par une femme terroriste à la station de métro de Moscou Rijskaïa, le bilan fait état de 10 morts et 50 blessés. L'attentat a été revendiqué par les « Brigades Islambouli (da) » [10], un groupe mystérieux[11]. Le chef de guerre tchétchène Chamil Bassaïev a également revendiqué l'attentat[12].

## Le1erseptembre
En Russie, le premier septembre est une fête très populaire dans toutes les écoles. Chaque enfant accompagné de ses parents et des membres de sa famille célèbre le « jour de la connaissance ». Après avoir écouté les discours de leurs professeurs, les élèves leur offrent des fleurs. Cette tradition fut délibérément utilisée par les terroristes pour prendre le maximum de personnes en otage.

## Déroulement de la crise

### Jour 1
À 9 h 30 heure locale (GMT+3) le 1er septembre 2004, un groupe d'environ 30 hommes et femmes envahit l'école numéro 1 de Beslan, où se trouvaient des élèves âgés de sept à dix-huit ans. La plupart des assaillants portait des cagoules noires et quelques-uns étaient munis de ceintures d'explosifs. Après un bref échange de coups de feu avec la police au cours duquel cinq policiers et un assaillant sont tués, les terroristes pénètrent dans le bâtiment. Plus de 1 300 personnes se retrouvent alors prises en otage. Une cinquantaine réussit à s'échapper dans la confusion du début.
Au départ, il y a une incertitude sur le nombre réel d'otages : les autorités russes en annoncent 350, alors que d'autres sources citent le chiffre de 1 000. Des coups de feu sont entendus peu de temps après ; on apprendra par la suite que les assaillants avaient tué une vingtaine d'adultes afin d'intimider les forces de sécurité.
Un cordon de sécurité est établi autour de l'école, composé de membres de la police russe et des forces spéciales dont les Spetsnaz.
Les assaillants réunissent alors les otages dans le gymnase, minant les autres bâtiments. Afin d'entretenir un climat de terreur, ils menacent de tuer 50 otages pour chaque preneur d'otage tué par la police et 20 otages pour chaque blessé. Ils menacent aussi de faire sauter l'école à la moindre tentative d'action des forces spéciales.
Au départ, le gouvernement russe tente de négocier, il envoie le pédiatre Leonid Rochal qui avait déjà participé aux pourparlers de la prise d'otages du théâtre de la Doubrovka à Moscou en 2002, pendant la représentation de Nord-Ost.
Une réunion spéciale du Conseil de sécurité des Nations unies est organisée le soir du 1er septembre. Il y est demandé « la libération inconditionnelle des otages de Beslan ».

### Jour 2
Le 2 septembre 2004, les négociations entre Rochal et les preneurs d'otages s'avèrent infructueuses, ils refusent que l'on amène de la nourriture ou des médicaments et même que l'on enlève les corps des personnes mortes durant l'assaut. Beaucoup d'otages, spécialement les enfants sont obligés d'enlever leurs vêtements à cause de la chaleur étouffante à l'intérieur du gymnase. Ils n'ont rien à boire et doivent boire leur urine. Une image qui choquera le monde entier.
Dans l'après-midi, 26 mères et leurs enfants sont libérés à la suite des négociations avec l'ancien président ingouche Rouslan Aouchev.
Vers 15 h 30, deux explosions se font entendre. On apprendra plus tard qu'il s'agit de deux grenades lancées par les terroristes afin d'empêcher une tentative d'infiltration des forces de sécurité.

### Jour 3
Le matin du 3 septembre 2004, les preneurs d'otages autorisent les services médicaux à venir évacuer les corps des 21 otages abattus car, la chaleur et l’humidité faisant, ils commencent à se décomposer. L'équipe, composée d'hommes du Service fédéral de sécurité de la fédération de Russie (FSB), commence à s'approcher de l'école, mais à 13 h 4, les terroristes ouvrent le feu et deux grosses explosions se font entendre. Deux membres de l'équipe médicale meurent et une trentaine d'otages tente de s'enfuir par la brèche ouverte par l'explosion, mais ils se retrouvent sous le feu croisé de l'armée russe et des preneurs d'otages.
L'enchaînement des faits entre la fusillade et les explosions est sujet à débat. Plusieurs hypothèses s'affrontent :
- une explosion accidentelle due à une bombe mal sécurisée ;
- l'arrivée du camion de l'équipe médicale qui déclenche le déluge de feu ;
- un déclenchement des bombes dû aux femmes kamikazes, à la suite des coups de feu ;
- enfin la version soutenue par la population locale[réf. souhaitée] : un tireur des forces spéciales qui tire sur un terroriste assis sur un détonateur. Ce tireur aurait, selon cette version, obéi aux ordres des autorités soucieuses d'en finir au plus vite avec cette crise.

L’explosion est le signal d'une bataille chaotique entre les forces spéciales, l'armée régulière, les troupes du ministère de l'intérieur et les terroristes. De gros moyens sont mis en œuvre, des hélicoptères, des tanks et beaucoup de civils armés se joignent aux combats.
Des explosions sont déclenchées par les terroristes et le gymnase est totalement détruit vers 15h, soit deux heures après le début des combats. Les troupes russes déclarent avoir le contrôle de la situation même si des combats sporadiques se poursuivent : ainsi, au sous-sol, trois preneurs d'otages qui s'y sont réfugiés avec des otages sont tués ainsi que leurs otages ; une maison où se sont réfugiés des terroristes, située à une quarantaine de mètres du gymnase, est détruite vers 23h au lance-flammes et avec l'aide de tanks.

### Bilan de l'attaque
- 31 des 32 preneurs d'otages sont morts.

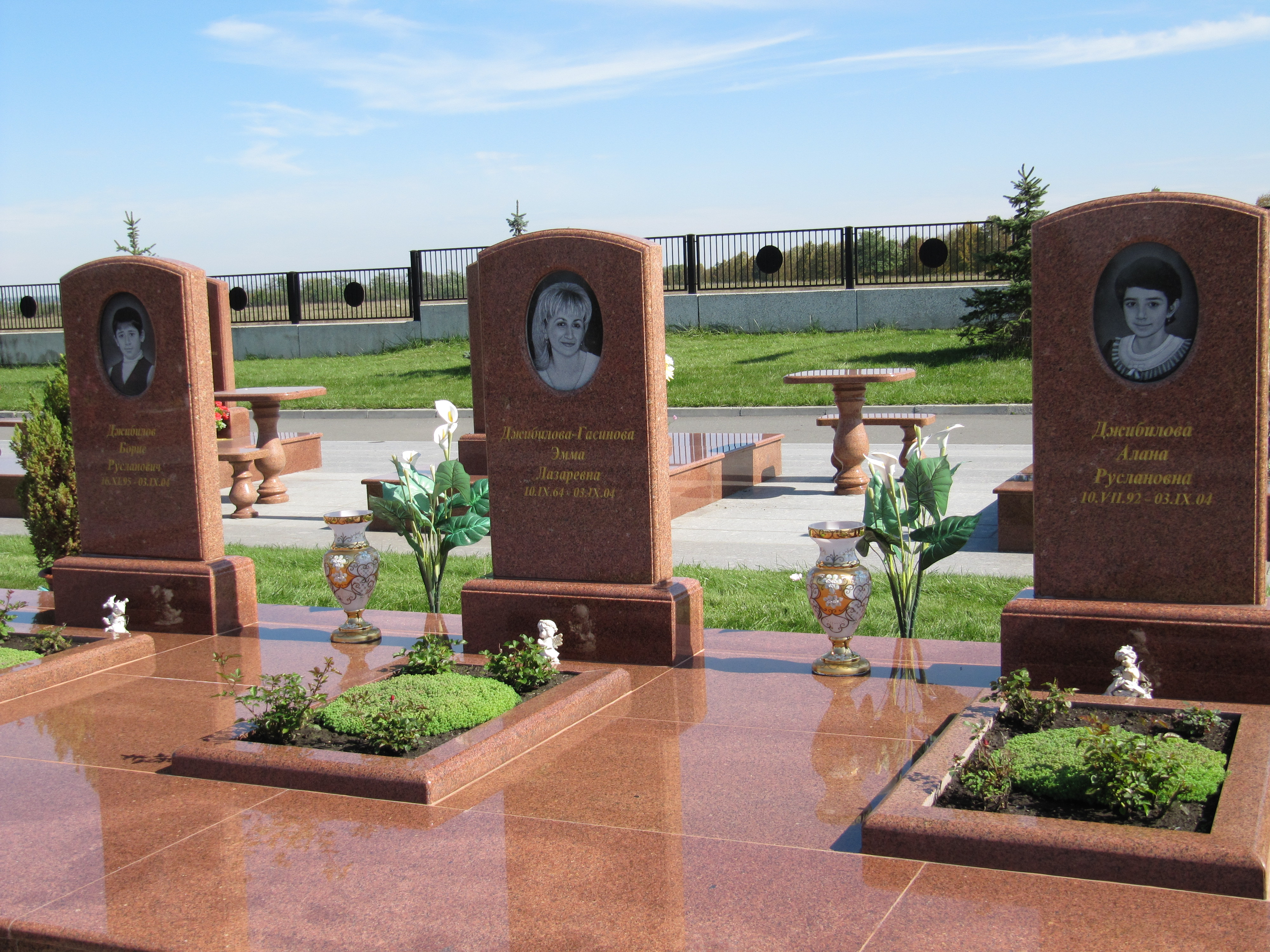
Cimetière Mémorial, la « Cité des Anges », de Beslan, en Ossétie du nord.

- 331 civils, dont 186 enfants, sont morts.
- 11 soldats des forces spéciales sont morts, 30 sont blessés.
- 8 policiers et au moins un civil ayant pris part au combat sont morts.

### Jours 6 et 7
Le président russe, Vladimir Poutine, ordonne deux jours de deuil national le 6 et le 7 septembre 2004. 135 000 personnes se rassemblent sur la Place Rouge à Moscou.

## Identités des preneurs d'otages
Les responsables principaux de cette prise d'otage semblent être Chamil Bassaïev et Magomet Yevloyev (en). En effet le 17 septembre, Bassaïev revendique cette action dans une lettre publiée sur internet.
Au départ pourtant, l'identité des assaillants n'est pas très claire. On suppose rapidement qu'il s'agit de rebelles tchétchènes, mais Aslambek Aslakhanov dément cette information : « Ils ne sont pas tchétchènes, lorsque j'ai commencé à parler avec eux en tchétchène, ils m'ont répondu : Nous ne te comprenons pas, parle russe »[réf. nécessaire]. Le leader séparatiste tchétchène Aslan Maskhadov nie aussi toute implication dans cette affaire et condamne toutes les attaques contre des civils[réf. nécessaire].
Cette affaire est néanmoins similaire aux attaques de l'hôpital de Boudionnovsk en 1995 et du celle du théâtre de Moscou en 2002 qui avaient impliqué les rebelles tchétchènes.
Le gouvernement russe suppose pour sa part qu'il s'agit d'un groupe international comprenant des Kazakhs, des Tchétchènes, des Arabes, des Tatars, des Ouzbeks et même des Russes[réf. nécessaire].
Au 12 septembre 2005, le procureur annonce que seulement 22 des 30 corps ont été identifiés. La liste ci-dessous est donc sujette à caution.
Identités supposées des 32 preneurs d'otage (dont 5 femmes) :
- Polkovnik(colonel) Rouslan Tagirovich Khotchoubarov (ru) (leader, identité contestée)
- Vladimir Khodov - surnommé 'Abdoullah', de Elkhotovo recherché pour un attentat à la bombe sur la place du marché de cette ville. (leader)
- Magomed Yevloïev - surnommé 'Magas', un Ingouche impliqué également dans l'attaque de Nazran avec Chamil Bassaïev. (leader)
- Dokou Oumarov - 40 ans, le seul à ne pas porter de cagoule, impliqué également dans l'attaque de Nazran avec Chamil Bassaïev. (leader)
- Ali Taziev - ex-policier, identité contestée.
- Khaoula Nazirova - 45 ans, membre des Veuves noires. (peut-être un leader)
son fils de 18 ans
sa fille de 16 ans .
- Khizir-Ali Akhmedov
- Magomed Aouchev
- Soultan Kamourzaev
- Magomet Khotchoubarov
- Iznaour Kodzoïev
- NourPachi Koulaïev - le seul survivant parmi les terroristes, ancien garde du corps de Chamil Bassaïev, plus tard condamné à mort. À la suite de l'abolition de la peine de mort en Russie, sa peine a été commuée en prison à perpétuité. Actuellement détenu dans la prison "La chouette polaire".
- Khanpachi Koulaïev - son frère, ancien garde du corps lui aussi, surnommé Khan.
- Adam Kouchtov - 17 ans.
- Abdoul-Azim Labazanov - 31 ans, né au Kazakhstan, ancien membre des forces russes.
- Arsen Merjoïev - 25 ans.
- Maïrbek Chaïnekkhanov - arrêté juste avant l'attaque de l'école.
- Bouran Tétradzé - 31 ans, de Géorgie.
- Issa Torchkhoïev - 26 ans, de Malgobek.
- Moussa Tsetchoïev - 35 ans, de Sagopshi.
- Bey-Allah Tsetchoïev - 31 ans, frère du précédent, surnommé Bey.
- Un Slave surnommé Fantomas.
- Un mercenaire noir[réf. nécessaire].
- Un mercenaire coréen.

La Russie affirme qu'un responsable d'Al-Qaïda, Abu Omar as-Seif, a apporté sa contribution financière à cette attaque.

## Enquête
Le seul preneur d'otage capturé, Nour-Pachi Koulaïev, 24 ans, est identifié par les otages. Durant son interrogatoire, il affirme que le groupe était commandé par un Tchétchène nommé « Polkovnik » (le Colonel) et par Khodov, 28 ans, un suspect dans l'affaire de la bombe du train Moscou-Vladikavkaz du 15 mai 2004.
Koulaïev aurait identifié un corps petit et trapu avec une barbe rousse comme étant celui de Polkovnik. Les autorités ont identifié le nommé Polkovnik comme étant Rouslan Tagirovich Khotchoubarov né dans le village de Galachki en République tchétchène en 1972.
Cependant cette version officielle est réfutée dans un message attribué à Basaïev[réf. nécessaire]. Dans ce message, il est dit que Polkovnik serait en fait un colonel des forces indépendantistes tchétchènes, nommé Orstkhoïev. Le message laisse entendre que la déposition de Koulaïev aurait été biaisée par les interrogateurs.
Les autorités ont identifié un des corps comme étant celui de Magomet Yevloïev dit « Magas ». Magas est un Ingouche de Grozny qui, avec le chef de guerre Chamil Bassaïev, a préparé l'attaque du 22 juin 2004 en Ingouchie dans laquelle 98 personnes furent tuées.
À la conférence de presse du 7 septembre 2004, Vladimir Poutine rejette l'idée d'une enquête publique, préférant une enquête parlementaire diligentée par la Douma. La commission parlementaire conclut sur la négligence des autorités locales[réf. nécessaire].
Le 26 décembre 2005, les procureurs russes chargés de l'affaire déclarent que les autorités n'ont fait aucune erreur dans le traitement de la crise, contredisant par là même les conclusions de la commission parlementaire.

### Procès
Le 17 mai 2005, le seul preneur d'otages survivant, Nour-Pachi Koulaïev, est traduit devant la cour de la république d'Ossétie du Nord à Vladikavkaz. Aucun avocat ne veut le défendre, et Albert Pliev est commis d'office.
Les habitants de Beslan réclament le lynchage ou la peine de mort. 1 343 personnes sont partie civile dans ce procès. Koulaïev est accusé de meurtre, terrorisme, kidnapping et d'autres crimes, il plaide non coupable aux huit chefs d'accusation prononcés contre lui. Le 26 mai 2006, le tribunal le condamne à la peine de mort. Compte tenu du moratoire sur la peine de mort, cette sentence est commuée en prison à perpétuité.

### Controverse
Le 28 août 2006, le député russe du parti nationaliste Rodina, Iouri Saveliev, par ailleurs spécialiste en balistique et en explosifs ainsi que membre de la commission d'enquête parlementaire officielle, publie un rapport personnel de 700 pages incriminant les autorités russes. Il avance que les explosions survenues peu après 13 h, précédant l'intervention des forces gouvernementales, ont été causées par les tirs de deux roquettes (dont une incendiaire) tirées depuis un toit voisin par les forces de l'ordre. D'autre part il avance que la police de Beslan aurait été prévenue trois heures avant le début de la prise d'otages sans en avertir quiconque. De plus, les hommes de Bassaïev auraient été au moins 60 et non 32 comme le rapportait la « version officielle » jusque-là.
Le président de la commission officielle, Stanislav Kesaïev, affirme qu'il a confiance en les conclusions de Saveliev du fait qu'il dispose de plus de ressources que la commission et qu'il est spécialisé en balistique, tandis qu'un autre membre de la commission, Arkady Baskaïev, rejette ses conclusions. Selon lui, les trajectoires des explosifs ne sont pas convaincantes. D'autres membres parlent de « falsification des faits » et de « spéculation », accusant Saveliev de faire de la politique politicienne.
Cependant, la commission ad-hoc de la Douma russe, fondée le 21 septembre 2004 et présidée par le sénateur et juriste Alexandre Torchine, présente en décembre 2006 un rapport d'experts qui a établi que « l'explosion dans l'école s'était produite par la faute des terroristes, et non pas à cause des actions des unités spéciales. » « L'acte terroriste a été rendu possible en raison de l'absence de contrôle de l'exécution des consignes du ministère de l'Intérieur au niveau local. Les mesures de protection de l'ordre public et de sécurité des citoyens le Jour du savoir, le 1er septembre, étaient purement formelles », lit-on dans le rapport.
En juillet 2007, le Comité des mères de Beslan a publié sur internet une vidéo des événements du 7 septembre remettant en cause la version officielle. L'association a reçu cette vidéo anonymement, par la poste. Des parents des victimes ont déposé plainte à la Cour européenne des droits de l'homme, accusant la justice russe de ne pas avoir mené l'enquête correctement. La CEDH rend ses conclusions en avril 2017, jugeant que les mesures de prévention ont été insuffisantes, compte tenu des informations sur un acte terroriste lié à la rentrée scolaire, et que les méthodes de l'assaut par les forces russes n'ont pas tenu assez compte de la vie des otages.
La froideur des médias occidentaux vis-à-vis des victimes de Beslan et leur rapidité à condamner le gouvernement russe a priori, ou présentant ce massacre comme un acte de résistance tchétchène provoquera une fracture de l'opinion publique russe par rapport au traitement des médias occidentaux de leur pays qui n'auront plus pour eux l'importance qu'ils avaient auparavant.

## Conséquences sur la politique russe
À la suite de cette affaire, Vladimir Poutine tend à raffermir et à centraliser ses pouvoirs, justifiant ses positions, entre autres, par la lutte anti-terroriste. Cette soudaine remise en question des acquis démocratiques suscite l'inquiétude au niveau international[réf. nécessaire].
Une opération militaire de représailles, (des actions d'extermination ont été évoquées) contre les Tchétchènes a d'ailleurs été envisagée un temps par Vladimir Poutine dans un discours[réf. nécessaire]. La Douma a ainsi adopté un texte « sur la sécurité nationale face au terrorisme international » qui prévoit notamment de revoir la législation « sur la liberté de mouvement des citoyens et le choix du lieu de résidence » et évoque des « mesures spéciales » pour la délivrance des passeports et visas.
Le 13 septembre 2004, les gouverneurs régionaux, élus jusqu'ici au suffrage universel, seront nommés par le Kremlin, avant d'être avalisés par les parlements locaux. Les députés, dont une partie concourait dans des circonscriptions, seront maintenant tous élus sur des listes à la proportionnelle.
À l'intérieur du pays, les médias[réf. nécessaire] tirent la sonnette d'alarme et les intellectuels ne semblent pas rassurés, critiquant la gestion « déplorable » de la prise d'otage de Beslan et l'impuissance du pouvoir russe en Tchétchénie[réf. nécessaire].

## L'effort humanitaire
Selon les autorités russes, 1 200 personnes à Beslan ont besoin d'une aide psychologique directe à la suite de la prise d'otages qui a fait de nombreuses victimes. Mais, d'après la Croix-Rouge russe, des milliers d'autres nécessiteront un soutien psychologique à long terme, notamment les familles et amis des ex-otages. Ce sera dans tous les cas un travail de longue haleine qui devra perdurer durant de longues années.

### Filmographie
- 2005 : Children of Beslan, produit et dirigé par Ewa Ewart et Leslie Woodhead, un documentaire de la HBO et de la BBC.
- 2006 : Three Days in September, dirigé par Joe Halderman avec la voix de Julia Roberts.
- 2006 : The School de Brian Grazer d'après l'œuvre de C.J. Chivers, correspondant au New York Times (en développement)
- 2006 : Beslan, produit par Matthew Hobbs (en développement)
- 2012 : Le Cri du homard, court-métrage de Nicolas Guiot. La prise d'otages y est évoquée.
- 2022 : Kompromat de Jérôme Salle. Le personnage de Sagarine est un Spetsnaz qui a participé à la prise d'otage.

### Émission radiophonique
- « La prise d'otages de Beslan » le 28 août 2014 dans L'Heure du crime de Jacques Pradel sur RTL.